# 管海马
管海马（学名：Hippocampus kuda）为輻鰭魚綱棘背魚目海龙鱼科海马属的鱼类，俗名库达海马。其繁殖過程獨特，交配時雌性將卵子轉移到雄性管海馬的育兒袋中。受精作用何時進行仍然不明，但經受精後的合子至少會留在受兒袋中四至五星期，直至雄性管海馬將它們噴出為止。

## 分布
分布于日本、印度洋、新加坡、菲律宾、夏威夷群岛、澳洲及非洲东部、台湾、香港以及渤海、东海、南海等海域。该物种的模式产地在新加坡。

## 特徵
本魚體延長，口小，吻突出呈管狀，頭大。鱗片特化成骨板，頸前板上有冠狀突起。體色多變，從黃色、褐色、黑色甚至橘紅色都有，無尾鰭。

## 生態
本魚棲息於藻類或海草叢茂盛的海域，適應力強，略能忍受鹽度的變化，常以尾部纏繞海草、珊瑚或石塊上，游泳能力弱，體色隨環境變化。屬肉食性，以無脊椎動物為食，繁殖期為春夏季，雌魚將卵產在雄魚的孵卵囊中，由雄魚負責照顧。

## 象徵
古希臘和古羅馬相信海馬是波塞冬或海王星的海神屬性，被認為是象徵力量和權力。歐洲人相信海馬攜帶死去水手的靈魂到地府，給他們安全通道和保護，直到他們達到自己的靈魂的目的地。

## 經濟利用
觀賞魚，可做為中藥材。

## 外部連結
- ARKive上的圖片及影片